# Helmut Lotti
Pour les articles homonymes, voir Lotti.
Helmut Lotigiers alias Helmut Lotti (né Helmut Barthold Johannes Alma Lotigiers), est un chanteur belge néerlandophone autodidacte de musique classique, né le 22 octobre 1969 à Gand. Son grand-père avait assumé la fonction de chef d'orchestre à l'Opéra de Gand[réf. nécessaire].

## Biographie
Helmut Lotti est né à Gand, dans la province de Flandre Orientale, le 22 octobre 1969, fils de Rita Lagrou et René Lotigiers.
Il commença sa carrière en imitant Elvis Presley puis se lança dans le classique grand public, avec un succès très important. Ses albums de la fin des années 1990 sont parmi les plus vendus de l'histoire du disque au Benelux. Ils ont également eu une carrière internationale. Fort de ces succès, Helmut Lotti se tourne vers des albums de musique latine puis de musique russe, enregistrant au passage un nouvel hommage au King. Ses albums ont reçu plusieurs dizaines de disques d'or rien qu'en Belgique et aux Pays-Bas et ils sont également récompensés dans divers autres pays, dont la France. Ses tournées l'ont emmené de l'Europe aux États-Unis[réf. nécessaire].
Helmut Lotti a enregistré dans 11 langues différentes et est un ambassadeur de bonne volonté pour l'UNICEF.
Helmut Lotti est également un chanteur pour jeune public[C'est-à-dire ?].
En 2023, il dévoile une autre de ses passions au grand public : le metal, avec une tournée un album live enregistré au Graspop Metal Meeting.

## Discographie
- 1990 : Vlaamse Nachten ;
- 1992 : Alles Wat Ik Voel ;
- 1994 : Memories ;
- 1995 : Just For You ;

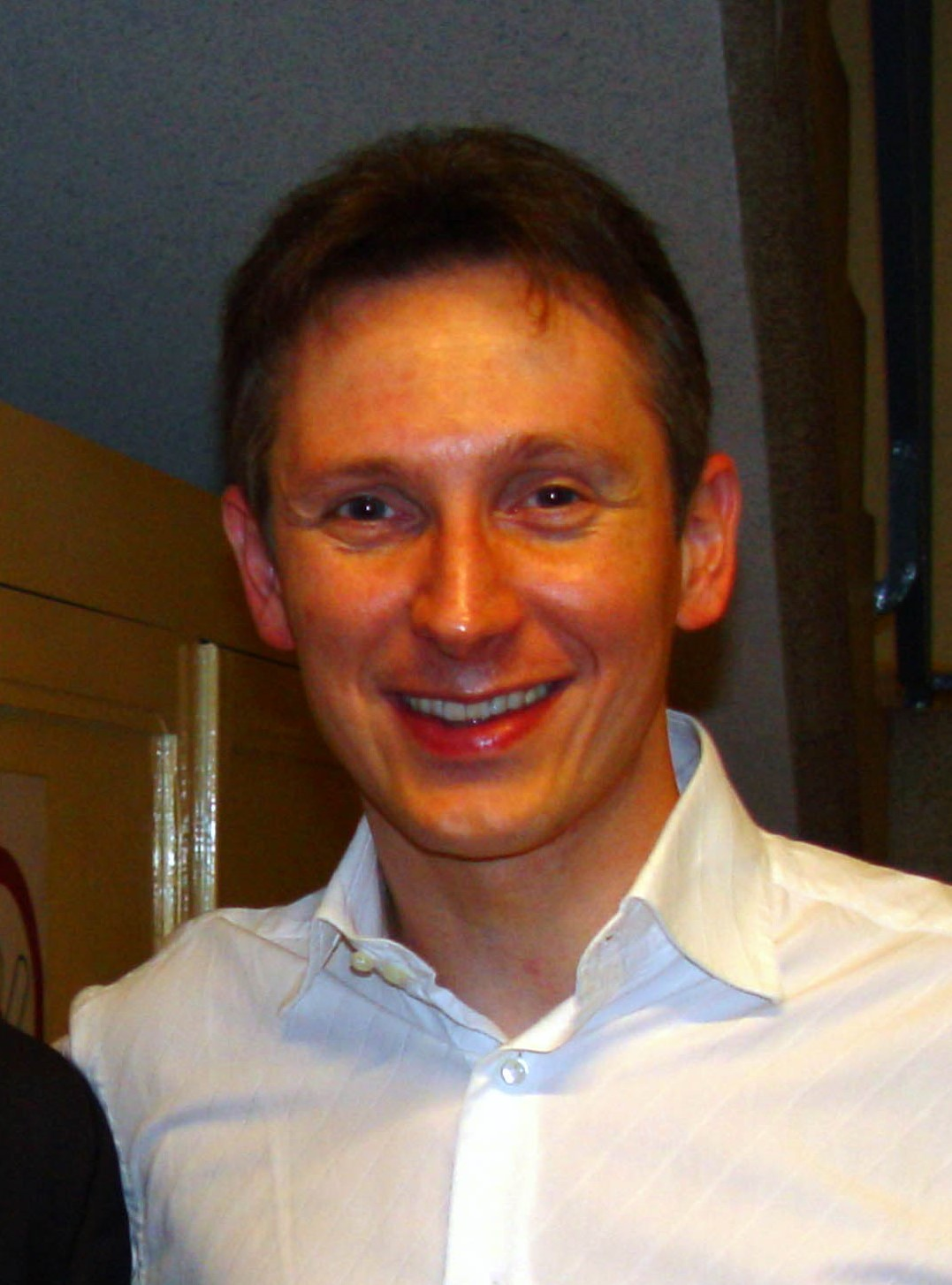
Helmut lotti en tournée pour « the crooner ».

- 1995 : Helmut Lotti goes Classic ;
- 1996 : Helmut Lotti goes Classic II ;
- 1997 : Helmut Lotti goes Classic III ;
- 1998 : Helmut Lotti goes Classic Final Edition ;
- 1998 : Romantic ;
- 1998 : A Classical Christmas With Helmut Lotti ;
- 1999 : Romantic 2 ;
- 1999 : Out Of Africa ;
- 2000 : Vlaamse hits ;
- 2000 : Latino Classics ;
- 2001 : Latino Love Songs ;
- 2002 : My Tribute To The King ;
- 2003 : Pop Classics in Symphony ;
- 2004 : From Russia With Love ;
- 2006 : My Favourite Classics ;
- 2006 : The Crooners ;
- 2008 : Time to Swing ;
- 2013 : Mijn hart en mijn lijf ;
- 2015 : Faith, hope & love ;
- 2016 : The comeback album ;
- 2018 : Soul classics in symphony ;
- 2021 : Italian Songbook.
- 2023 : Hellmut Lotti Goes Metal (Live at Graspop Metal Meeting)